# エフィンガム郡 (イリノイ州)
エフィンガム郡（英: Effingham County）は、アメリカ合衆国イリノイ州の南部に位置する郡である。2010年国勢調査での人口は34,242人であり、2000年の34,264人から0.1％減少した。郡庁所在地はエフィンガム市（人口12,328人）であり、同郡で人口最大の都市でもある。

## 歴史
エフィンガム郡は1831年にファイエット郡とクロウフォード郡の一部を合わせて設立された。郡名は、1775年に植民地に対する戦争への従軍を拒否してイギリス陸軍の将軍を辞任した第3代エフィンガム伯爵トマス・ハワードに因んで名付けられたとされてきた。「エフィンガム」とはアングロ・サクソンの言葉で「エファの家」という意味である。最近上がってきた説で、この地域の測量を行った測量師の姓がエフィンガムだったというものがある。エフィンガム伯爵に因むという証拠となる記録は残っていない。

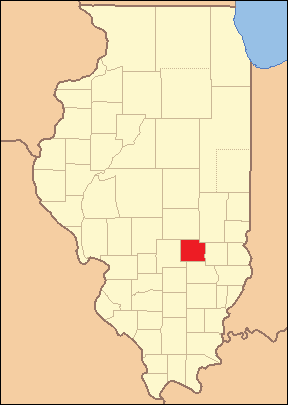
1831年創設時の郡領域、現在まで変わっていない

## 地理
アメリカ合衆国国勢調査局に拠れば、郡域全面積は480.01平方マイル (1,243.2 km2)であり、このうち陸地478.78平方マイル (1,240.0 km2)、水域は1.23平方マイル (3.2 km2)で水域率は0.26％である。
エフィンガム市の西、州間高速道路70号線沿いに、高さ60メートルの白い十字架がある。毎日約5万人がその側を通り過ぎると推計されている。世界でも2番目に大きな十字架であり、建設時には鋼材200トン以上が使われた。

### 主要高規格道路
- 州間高速道路57号線
- 州間高速道路70号線
- アメリカ国道40号線
- アメリカ国道45号線
- イリノイ州道32号線
- イリノイ州道33号線
- イリノイ州道128号線

### 隣接する郡
- カンバーランド郡 - 北東
- ジャスパー郡 - 東
- クレイ郡 - 南
- ファイエット郡 - 西
- シェルビー郡 - 北西

## 気候と気象
近年、郡庁所在地であるウッドストック市の平均気温は1月の18°F (-8 ℃) から7月の87°F (31 ℃) まで変化している。過去最低気温は1915年1月に記録された-29°F (-34 ℃) であり、過去最高気温は1954年7月に記録された111°F (44 ℃) である。月間降水量は1月の2.38インチ (60 mm) から7月の4.51インチ (115 mm) まで変化している。

## 政治
エフィンガム郡は州内でも最大級に共和党支持の強い郡である。2008年では、共和党のジョン・マケインが、イリノイ州出身の民主党候補バラク・オバマに36％の差を付けて郡を制し、イリノイ州では最もマケインを支持した郡となった。イリノイ州全体ではオバマが25.1％の差をつけてマケインを破った。

## 人口動態

2000人口ピラミッド

以下は2000年国勢調査による人口統計データである。
| 基礎データ - 人口: 34,264人 - 世帯数: 13,001 世帯 - 家族数: 9,178 家族 - 人口密度: 28人/km2（72人/mi2） - 住居数: 13,959軒 - 住居密度: 11軒/km2（29軒/mi2） 人種別人口構成 - 白人: 98.66% - アフリカン・アメリカン: 0.16% - ネイティブ・アメリカン: 0.18% - アジア人: 0.32% - 太平洋諸島系: 0.01% - その他の人種: 0.22% - 混血: 0.46% - ヒスパニック・ラテン系: 0.74% 先祖による構成 - ドイツ系：54.4％ - アメリカ人：14.5％ - イギリス系：7.8％ - アイルランド系：6.3％ 言語による構成 - 英語：97.6％ - スペイン語：1.2％ | 年齢別人口構成 - 18歳未満: 28.6% - 18-24歳: 8.2% - 25-44歳: 28.2% - 45-64歳: 21.1% - 65歳以上: 13.9% - 年齢の中央値: 36歳 - 性比（女性100人あたり男性の人口） - 総人口: 98.2 - 18歳以上: 93.5 世帯と家族（対世帯数） - 18歳未満の子供がいる: 36.3% - 結婚・同居している夫婦: 57.8% - 未婚・離婚・死別女性が世帯主: 9.1% - 非家族世帯: 29.4% - 単身世帯: 26.1% - 65歳以上の老人1人暮らし: 11.6% - 平均構成人数 - 世帯: 2.60人 - 家族: 3.16人 収入と家計 - 収入の中央値 - 世帯: 39,379米ドル - 家族: 46,895米ドル - 性別 - 男性: 31,442米ドル - 女性: 21,121米ドル - 人口1人あたり収入: 18,301米ドル - 貧困線以下 - 対人口: 8.1% - 対家族数: 6.0% - 18歳未満: 10.1% - 65歳以上: 7.1% |

## 郡区
エフィンガム郡は下記15の郡区に分割されている。
| - バナー - ビショップ - ダグラス - ジャクソン - リバティ | - ルーカス - メイソン - モカシン - マウンド - セントフランシス | - サミット - テュートポリス - ユニオン - ワトソン - ウェスト |  |

## 都市と町

### 都市
- エフィンガム - 郡庁所在地
- アルタモノト

### 町
- メイソン

### 村
- ビーチャーシティ
- ディートリッヒ
- エッジウッド
- モントローズ（西側4分の3）
- シャムウェイ
- テュートポリス
- ワトソン